# Simulium abbreviatum
Simulium abbreviatum är en tvåvingeart som beskrevs av Rubtsov 1957. Simulium abbreviatum ingår i släktet Simulium och familjen knott. Inga underarter finns listade i Catalogue of Life.